# Intriga e Amor
Intriga e Amor (no original alemão, Kabale und Liebe) é um drama burguês em cinco atos de Friedrich von Schiller, de 1783 que retrata o amor entre o nobre Ferdinand von Walter e a moça burguesa filha de músico Luise Miller.
A peça estreou em Frankfurt em 15 de abril de 1784 e, dois dias após, em Mannheim com a presença de Schiller. O título original da peça era “Luise Millerin”, porém, com uma sugestão do ator August Wilhelm Iffland, Schiller o alterou em virtude de o enredo contrastar as intrigas da sociedade e um amor considerado impossível.

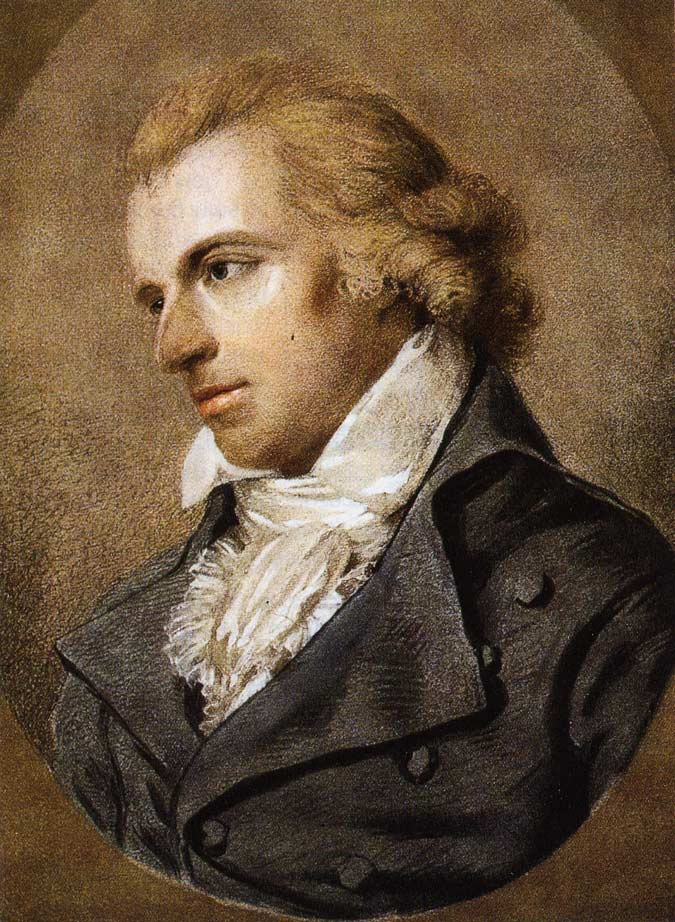
Retrato de Friedrich Schiller, em 1794

## Resumo
Ferdinand von Walter, major e filho do presidente, e Luise, filha de um músico, se apaixonam. Enquanto os pais de Luise consideram o amor deles inviável, o presidente von Walter arranja o casamento de seu filho com uma nobre, Lady Milford, para assim aumentar sua influência na corte. Ferdinand se mantém fiel ao amor por Luise e rejeita o casamento com a amante do duque.
A fim de solucionar a situação, o pai de Ferdinand põe em prática um plano de separação com a ajuda de seu secretário Wurm (nome que, em alemão, significa verme). Os pais de Luise são presos e a liberdade só lhes sará dada quando Luise escrever uma falsa carta de amor ao marechal Von Kalb e jurar nunca revelar a falsidade da carta. O documento chega às mãos de Ferdinand, e este é tomado de ciúmes, porém depois desconfia da autenticidade da mesma. Luise, a fim de salvar seus pais e sua honra, se mantém fiel à mentira, mas no fim, ao saber que fora envenenada por seu amado e no leito de morte, confessa a verdade. Ferdinand e Luise morrem e Wurm conta à justiça todas as armações feitas pelo Presidente.

## Personagens principais

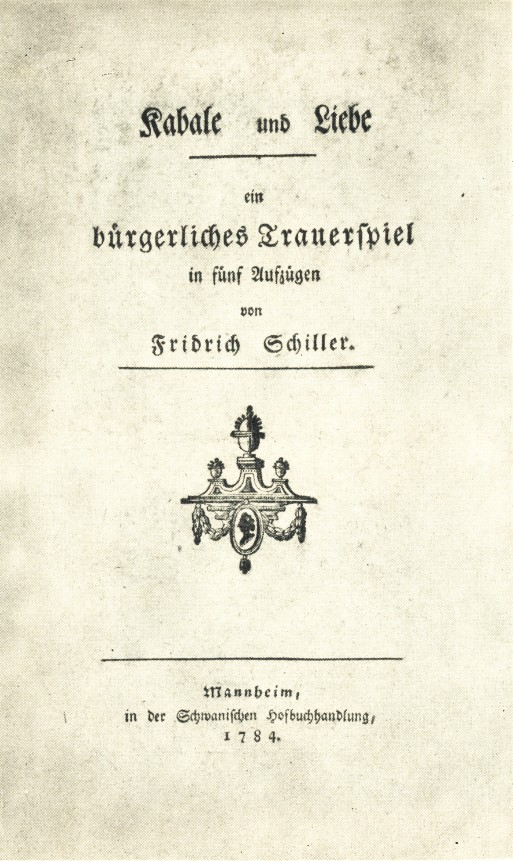
Capa da primeira edição, em alemão, de 1784

Presidente von Walter: primeiro-ministro da corte de um príncipe alemão, é pai de Ferdinand. Enquanto seu filho se apaixonava por Luise, o presidente articulara seu casamento com uma amante do duque, Lady Milford. Ao saber do amor de seu filho e da filha de um músico, von Walter pôs em prática um plano para separá-los que acaba com a vida dos dois apaixonados e faz com que Wurm, seu secretário, diante das acusações quanto à autoria do plano, denuncie todas as armações feitas pelo presidente para retirar seu antecessor ilegalmente do poder. Ele é o vilão característico e demonstra a decadência de uma nobreza sem valores nem limites.
Ferdinand: filho do presidente Von Walter, se apaixona por Luise, uma burguesa filha de um músico. Diante da diferença de classes sociais e do plano de seu pai de um casamento nobre, o amor entre os dois é considerado inviável. Ferdinand, apaixonado e iludido com um plano de seu pai para separá-lo de Luise, assassina sua amada e se suicida em seguida, sem antes acusar seu pai da culpa por toda a tragédia. Ferdinand representa a figura do jovem apaixonado que desconhece barreiras para o amor.
Marechal von Kalb: marechal de corte von Kalb é uma casca de aparências nobres. Põe em prática todos os cerimoniais da corte, e é usado, sob ameaças, como ferramenta de execução do plano do presidente. Ele é o suposto amante de Luise, porém ao ser interrogado por Ferdinand, revela o plano ao jovem.
Lady Milford: amante do duque, ela é a escolhida pelo presidente para ser esposa de seu filho, a fim de conquistar maior poder na corte. Com a primeira imagem de ser apenas uma concubina do duque, Lady Milford se mostra uma mulher forte e sofredora ao conversar com Ferdinand e contar sobre seu passado na Inglaterra, país onde nascera, sobre os seus pais e como conseguira reconstruir sua vida na Alemanha. Ao perceber o grau de complicação de toda a trama a que fora envolvida, Lady Milford distribui seus pertences a seus criados e foge do país.
Wurm: secretário do presidente. Seu nome, que em alemão significa verme, faz referência ao caráter da personagem. Já há algum tempo a serviço do presidente, Wurm faz tudo o que é ordenado por seu chefe, inclusive ajudando na trama contra Ferdinand e Luise. Seu interesse na trama é conseguir se casar com Luise. No fim, para se isentar da culpa do plano que matou Ferdinand e Luise, Wurm denuncia o presidente por todos seus atos ilícitos.
Miller: músico, é membro da baixa burguesia. Ao saber do relacionamento de sua filha e do major, não o apóia, pois considera tal relação impossível. Ele só consegue ver Luise como amante do nobre, e, em defesa da honra de sua família, luta contra isso. Membro típico da burguesia, luta para conseguir uma vida melhor para sua família e se baseia em valores de honra.
Millerin: esposa do músico e mãe de Luise, age muitas vezes por impulso, deixando seu marido em situações constrangedoras. Facilmente manipulável, acaba sendo uma personagem secundária na peça.
Luise: filha de um músico, representa a moça da baixa burguesia que se apaixona por um nobre. Ao ser ameaçada por Wurm e pelo presidente, escreve uma carta de amor ao marechal von Kalb para conseguir a liberdade de seus pais. Ela sustenta a mentira sobre a carta até descobrir que fora envenenada por seu amado e conta a verdade a ele.

## Estrutura
A obra é dividida em cinco atos, cada um com de seis a nove cenas. A cada cena é indicado qual personagem se encontra em palco e o que faz.

## A tradução para o português

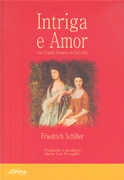
Capa da tradução de Kabale und Liebe para o português, de Mario Luiz Frungillo, publicada pela Editora da UFPR em 2005 e cuja reprodução aqui foi autorizada pela mesma.

Apesar de a obra de Schiller ser considerada uma das mais importantes da literatura alemã e de ter sido traduzida já no século XVIII tanto para o inglês quanto para o francês, além de contar com quatro traduções para o árabe, Kabale und Liebe só ganhou uma tradução brasileira em 2005. Intriga e Amor, uma tragédia burguesa em cinco atos, publicada pela Editora UFPR, da Universidade Federal do Paraná, em 2005 foi traduzida por Mario Luiz Frungillo, então professor de Teoria da Literatura na Universidade Federal de Goiás, hoje docente da Universidade Estadual de Campinas.